# Scirpophaga
Scirpophaga is een geslacht van vlinders van de familie grasmotten (Crambidae), uit de onderfamilie Schoenobiinae.

## Soorten
- S. auristrigellus Hampson, 1895
- S. aurivena Hampson, 1903
- S. bipunctatus (Rothschild, 1926)
- S. bisignatus Swinhoe, 1885
- S. bradleyi Lewvanich, 1981
- S. brunnealis Hampson, 1919
- S. excerptalis (Walker, 1863)
- S. flavidorsalis Hampson, 1919
- S. fusciflua Hampson, 1893
- S. gilviberbis Zeller, 1863
- S. goliath Marion & Viette, 1953
- S. gotoi Lewvanich, 1981
- S. humilis Wang, Li & Chen, 1986
- S. imparellus (Meyrick, 1878)
- S. incertulas (Walker, 1863)
- S. innotata (Walker, 1863)
- S. khasis Lewvanich, 1981
- S. kumatai Lewvanich, 1981
- S. lineata Butler, 1879
- S. magnella Joannis, 1930
- S. marginepunctellus (de Joannis, 1927)
- S. melanoclista Meyrick, 1935
- S. melanostigmus (Turner, 1922)
- S. nepalensis Lewvanich, 1981
- S. nivella (Fabricius, 1794)
- S. occidentella (Walker, 1863)
- S. ochritinctalis (Hampson, 1919)

- S. ochroleuca Meyrick, 1882
- S. parvalis Wileman, 1911
- S. percna Common, 1960
- S. phaedima Common, 1960
- S. praelata (Scopoli, 1763)
- S. serenus (Meyrick, 1935)
- S. subcervinellus Walker, 1863
- S. subumbrosa Meyrick, 1933
- S. terrella Hampson, 1895
- S. tongyaii Lewvanich, 1981
- S. virginia Schultze, 1908
- S. whalleyi Lewvanich, 1981
- S. xantharrenes Common, 1960
- S. xanthogastrella Walker, 1863
- S. xanthopygata Schawerda, 1922